# Ambition (singel)
Ambition – drugi singel Watanabe Mizuki. Opening gry strategicznej Eternal Eyes (Kouklo Theatro) na platformę Sony PlayStation wydawnictwa Sunsoft.